# 安東諾維奇 (切爾尼希夫區)
51°34′55″N 30°54′53″E / 51.58194°N 30.91472°E
安东諾維奇（烏克蘭語：Антоновичі），是烏克蘭北部切爾尼希夫州切爾尼希夫區米哈伊洛-科秋宾斯凯市镇的村落。始建於1800年，面積1.43平方公里，海拔高度158米，2001年人口230。